# Мобилваген
Флакпанцер IV Меблваген је био први немачки против-авионски тенк, који је током Другог светског рата ушао у серијску производњу. Био је базиран на шасији немачког тенка Панцер IV. Име Меблваген (  - камион за селидбе) добио је због својих покретних оклопних страна које су у усправном положају чиниле правоугаону структуру која је подсећала на камионе за превоз намештаја.

## Развој
Након великих битака и првих озбиљних пораза Вермахта током 1942. год. Луфтвафе је полако почела да губи стечену премоћ у ваздуху. Због тога се јавила потреба за мобилном против-ваздушном одбраном како би се заштитили покрети немачких трупа. Целокупна немачка мобилна против-ваздушна одбрана до тада се састојала од полугусеничара наоружаних против-авионским топовима калибра 20 и 37 mm, који нису били оклопљени и нису пружали никакву заштиту својим посадама. Неколико десетина комада шасија чешког тенка Панцер 38(т) искоришћено је тако што је на њих монтиран против-авионски топ калибра 20 mm али су они имали релативно слабу ватрену моћ док је посада и даље била незаштићена од дејства противника.
Због тога је на захтев генералног инспектора немачких оклопних снага, генерала Хајнца Гудеријана, у септембру 1943. год. Хитлер одобрио производњу Флакпанцера IV наоружаног двоцевним против-авионским топом калибра 37 mm. На брзину припремљена варијанта наоружана са четвороцевним против-авионским топом калибра 20 mm није наишла на Хитлерово одобравање, али је упркос томе фирма Бумиш-Михриш у Прагу добила наруџбину за 150 возила овог типа. Прва возила испоручена су још у току 1943. године. Ова возила, под ознаком Флакпанцер IV Меблваген испоручивана су опционо, са четвороцевним против-авионским топом Флаквирлинг 38 калибра 20 mm или једноцевним против-авионским топом Флак 43, калибра 37 mm. Топови су били монтирани на неизмењену шасију немачког тенка Панцер IV и били су заштићени шарнираним оклопним плочама дебљине 10 mm. Међутим, да би тенк дејствовао, све четири оклопне странице су морале бити спуштене у хоризонтални положај због чега је посада остајала потпуно незаштићена. Ова околност, као и релативно високи профил возила од 310 cm доводили су у питање тактичку вредност овог возила. Упркос свему, био је то први покушај да се немачким јединицама на терену пружи мобилна против-авионска заштита. 
За ову и све наредне верзије Флакпанцера IV, побољшане су перформансе мотора тако што је број обртаја повећан са 2.600 на 2.800 обртаја у минути, док је број коњских снага повећан на 272 КС. Флакпанцер IV је био опремљен мотором Мајбах 120 ТР 112. Флакпанцер IV (Флаквирлинг 2 cm) је имао петочлану посаду и био је тежак 25 тона док је Флакпанцер IV (Флак 3.7 cm) Меблваген био исте тежине али је његову посаду чинило седам чланова. Оба возила су имала могућност дејства по 360 степени у хоризонталној равни. Остала су у употреби у саставу против-авионских водова и тенковских пукова све до 1944. год. када су, због неадекватне оклопне заштите замењена против-авионским тенковима Вирбелвинд и Оствинд.